# Epitola aequatorialis
Epitola aequatorialis är en fjärilsart som beskrevs av Jackson 1962. Epitola aequatorialis ingår i släktet Epitola och familjen juvelvingar. Inga underarter finns listade i Catalogue of Life.